# 人生に必要な知恵はすべて幼稚園の砂場で学んだ
『人生に必要な知恵はすべて幼稚園の砂場で学んだ』（じんせいにひつようなちえはすべてようちえんのすなばでまなんだ、英語:All I Really Need to Know I Learned in Kindergarten）は、ロバート・フルガムによって著された書籍。

## 概要
1988年にアメリカ合衆国で出版される。最初の1年で400万部を売り上げる。
日本では1990年に河出書房新社から出版。日本語訳者は池央耿。世界103カ国で出版され、2004年時点で累計700万部。
日本語版発売から15年後には、新たに25編のエッセーを加えた『新・人生に必要な知恵はすべて幼稚園の砂場で学んだ』が出版される。

### 内容
内容はエッセー集で、作者の若い頃からの習慣で毎年の春ごとにまとめている自らの生活信条。充実した人生を送るためには、幼稚園で教わったであろう事が重要で、生涯大切にするべき知恵であることを指示する。
ありきたりの金言集とは異なり、全ての子供が幼稚園で学んだだろう生活信条が、平易な言葉で記されている。
砂場で遊ぶことは社会性を学ぶことであり、遊ぶことによってコミュニケーションをとり、特に喧嘩をした場合に仲直りをするというのは大学などで学ぶことではなくて、幼稚園の砂場で遊びながら学ぶことであるとする。
行われている早期教育に対して澤口俊之は、自らの著書『幼児教育と脳』の中で『人生に必要な知恵はすべて幼稚園の砂場で学んだ』を紹介して、幼稚園の砂場で遊ぶことこそが、幼児教育の原点であるとする。